# Matilda od Boulognea, vojvotkinja Brabanta
Matilda (13. st.) bila je francuska plemkinja, mlađa kći bulonjske grofice Marije I. i njezinog supruga Mateja. Marijin i Matejev brak poništen je te je Matildina sestra Ida bila nasljednica svoga oca.
Matilda se udala za Henrika I., vojvodu Brabanta te je par dobio Mariju, Adelajdu, Margaretu, Matildu, Henrika, Gotfrida i još jedno dijete.

## Djeca
- Marija Brabantska, rimsko-njemačka carica
- Adelajda Brabantska (Alisa)
- Margareta, supruga grofa Gerarda III. od Gueldersa
- Matilda Brabantska, holandska grofica
- Henrik II., vojvoda Brabanta
- Gotfrid, muž Marije van Oudenaarde
- dijete nepoznata spola